# Oocystaceae
Oocystaceae é uma família de algas verdes da ordem Chlorellales.  O género tipo é Oocystis.

## Géneros
A família Oocystaceae inclui os seguintes géneros:
- Amphikrikos
- Catenocystis
- Cerasterias
- Chodatella
- Chodatellopsis
- Chondrosphaera
- Coenolamellus
- Conradia
- Crucigeniella
- Cryocystis
- Dactylococcus
- Didymocystis
- Ecballocystis
- Ecballocystopsis
- Ecdysichlamys
- Echinocoleum
- Elongatocystis
- Eremosphaera
- Ettliella
- Fotterella
- Franceia
- Glochiococcus
- Gloeocystopsis
- Gloeotaenium
- Gloxidium
- Granulocystis
- Granulocystopsis
- Hemichloris
- Hyalochlorella
- Jaagichlorella
- Juranyiella
- Keriochlamys
- Kirchneriellosaccus
- Lagerheimia
- Makinoella
- Micracantha
- Mycacanthococcus
- Mycotetraedron
- Nephrochlamys
- Nephrocytium
- Oocystaenium
- Oocystella
- Oocystidium
- Oocystis
- Oocystopsis
- Oonephris
- Ooplanctella
- Pachycladella
- Palmellococcus
- Pilidiocystis
- Planctonema
- Planctonemopsis
- Planktosphaerella
- Pseudobohlinia
- Pseudochlorococcum
- Pseudococcomyxa
- Quadricoccus
- Rayssiella
- Reinschiella
- Rhombocystis
- Saturnella
- Schizochlamydella
- Scotiella
- Selenoderma
- Sestosoma
- Siderocystopsis
- Tetrachlorella
- Thelesphaera
- Trigonidiella
- Trochiscia